# Walnut (Califòrnia)
Walnut és una ciutat dels Estats Units a l'estat de Califòrnia. Segons el cens del 2000 tenia 30.004 habitants.

## Demografia
Segons el cens del 2000, Walnut tenia 30.004 habitants, 8.260 habitatges, i 7.582 famílies. La densitat de població era de 1.290 habitants/km².
Dels 8.260 habitatges en un 50,6% hi vivien nens de menys de 18 anys, en un 77,1% hi vivien parelles casades, en un 9,9% dones solteres, i en un 8,2% no eren unitats familiars. En el 5,8% dels habitatges hi vivien persones soles l'1,3% de les quals corresponia a persones de 65 anys o més que vivien soles. El nombre mitjà de persones vivint en cada habitatge era de 3,63 i el nombre mitjà de persones que vivien en cada família era de 3,74.
Per edats la població es repartia de la següent manera: un 27,8% tenia menys de 18 anys, un 9,8% entre 18 i 24, un 27,2% entre 25 i 44, un 28,4% de 45 a 60 i un 6,9% 65 anys o més.
L'edat mediana era de 37 anys. Per cada 100 dones de 18 o més anys hi havia 93,5 homes.
La renda mediana per habitatge era de 97.367 $ i la renda mediana per família de 106.996 $. Els homes tenien una renda mediana de 51.944 $ mentre que les dones 36.197 $. La renda per capita de la població era de 34.196 $. Entorn del 5,8% de les famílies i el 6,5% de la població estaven per davall del llindar de pobresa.

## Poblacions més properes
El següent diagrama mostra les poblacions més properes.